# Berendt Drefuss
Berendt Drefuss (* in Hannover; † nach 1564) war ein deutscher Glockengießer.

## Leben und Werk
Drefuss goss im Jahr 1564 die beiden größten Glocken für die Stiftskirche in Gandersheim. Diese wurden 1590 durch den in Gandersheim wohnenden Glockengießer Hans Köler gemeinsam mit dem aus Hannover stammenden Glockengießer Joachim Schröder umgegossen.